# Transmetilación

La recuperación de metionina de homocisteina por transmetilación está descrito en reacción 4. El ciclo de la transmetilación está descrito en reacciones 1–4.

La transmetilación es una reacción química-biológica importante cuando un grupo metilo es transferido de un componente a otro.
Un ejemplo de transmetilación es la recuperación de metionina desde homocisteína. Para mantener una velocidad de reacción suficiente durante el estrés metabólico, esta reacción requiere de los niveles adecuados de vitamina B12 y folato. El tetradihidrofolato de metilo suministra grupos de metilo para formar la forma activa de metilo de la vitamina B12 que se requiere para la metilación de la homocisteína. Las deficiencias de vitamina B12 o de folato provocan un aumento de los niveles de homocisteína circulante. La homocisteína elevada es un factor de riesgo para las enfermedades cardiovasculares y está relacionada con el síndrome metabólico (insensibilidad a la insulina).
La transmetilación está reducida a veces en los padres de niños con autismo.